# Tannenbaummast
Der Tannenbaummast ist ein Freileitungsmast für die Anordnung von Leiterseilen in drei Ebenen (Dreiebenenanordnung), bei dem die unterste Traverse eine größere Spannweite hat als die mittlere und diese eine größere besitzt als die obere.

## Verwendung
Insbesondere in der Anfangszeit des überregionalen Verbundnetzes in den 1920er und 1930er Jahren wurden in Deutschland, unabhängig von Energieversorgungsunternehmen, viele Leitungen auf Tannenbaummasten errichtet. Die meisten zu dieser Zeit entstehenden 110-kV-Leitungen im Netzgebiet des RWE wurden auf solchen Masten verlegt, ebenso die zweikreisigen 110-kV-Leitungen des Bayernwerks und der Aktiengesellschaft Sächsische Werke. An vielen Stellen, an denen die Leitungsmasten erneuert wurden, sind ebenfalls Tannenbaummasten als Ersatz gebaut worden. Das 60-kV-Netz der PreußenElektra war auch auf Tannenbaummasten verlegt, diese Leitungen sind im Zuge der Spannungsumstellung von 60 kV auf 110 kV im Versorgungsgebiet nahezu vollständig demontiert worden.
Auch in Österreich wurde auf den ersten 110-kV-Leitungsstrecken dieser Masttyp verwendet, so etwa auf den Leitungen Ernsthofen–Gresten-Wien und Hessenberg–Ternitz–Ebenfurth.
Das sich Ende der 1920er bis Mitte der 1940er Jahre ausbreitende 220-kV-Übertragungsnetz des RWE verwendete Tannenbaummasten in etwas größeren Dimensionen. Solche Leitungsmasten findet man auch auf einigen noch bestehenden Teilstrecken einer während des Zweiten Weltkriegs gebauten 220-kV-Leitung von der Umspannanlage Brauweiler ins belgische Jupille, die außerdem durch die Niederlande führte.
Sehr vereinzelt wurden vier Stromkreise auf Masten mit doppelter Tannenbaum-Anordnung verlegt, etwa die Leitung zwischen dem Kraftwerk Essen-Karnap und Duisburg-Hamborn oder die Rheinkreuzung bei Duisburg-Rheinhausen. Als nach dem Bau der Berliner Mauer die zwischen dem Land Brandenburg und dem (West-)Berliner Stadtgebiet verlaufenden Leitungen Harbke–Spandau und Zschornewitz–Spandau in ihrem Verlauf geändert wurden, wurden beide auf einer gemeinsamen Trasse bei Schönwalde-Glien in unmittelbarer Nähe zum Mauerstreifen verlegt, die auf Masten mit zweifacher Tannenbaum-Anordnung, also sechs Traversen, verlegt war. Vermutlich, um die Leitungstrasse möglichst schmal zu halten, wurde hier auf diese ungewöhnliche Bauform zugegriffen.
Einige Leitungen aus den 1920er Jahren in Sachsen wurden auf Tannenbaummasten mit einer zusätzlichen Erdseiltraverse ausgestattet (z. B. Niederwartha–Dresden-Süd und Dresden-Süd–Kraftwerk Hirschfelde). Außerdem hatten einige Leitungen im mitteldeutschen Netz, das sich von Kraftwerk Zschornewitz aus erstreckte, Tannenbaummasten mit umgekehrter Anordnung, bei denen sich die breiteste Traverse oben befand.
In Deutschland werden neue Freileitungen im Regelfall auf Donau- oder Tonnenmasten gebaut. Donaumasten bieten einen Kompromiss aus Masthöhe und Trassenbreite und Tonnenmasten beanspruchen eine weniger breite Trasse, sind dafür jedoch höher. Vereinzelt werden auch heute noch neue Tannenbaummasten errichtet, beispielsweise zwischen Köthensdorf und Burgstädt oder als Ersatz für eine alte Bayernwerk-Leitung zwischen Schwandorf und Weiden in der Oberpfalz. Auch die RWE baut weiterhin Tannenbaummasten.

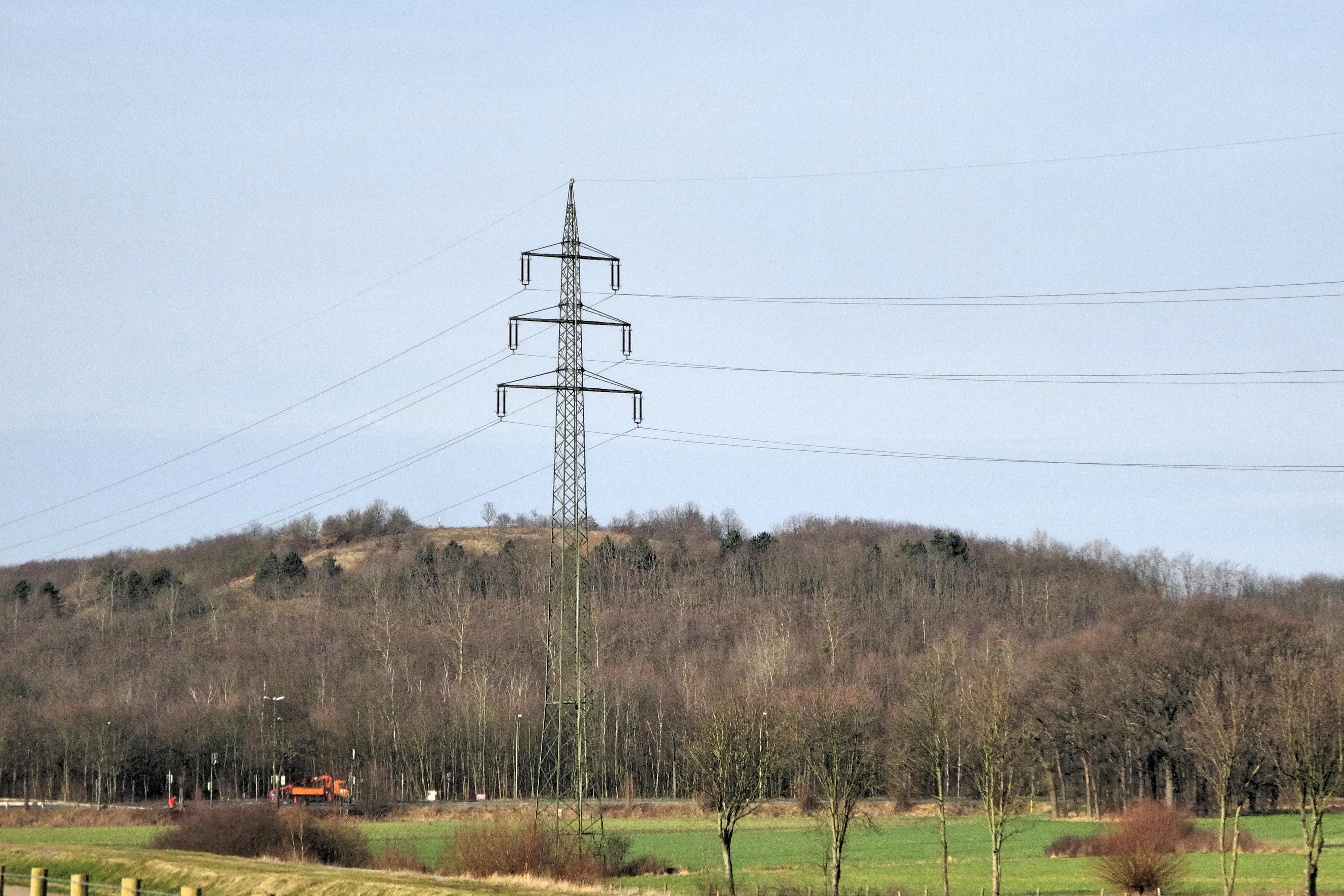
Tannenbaummasten bei Hamm
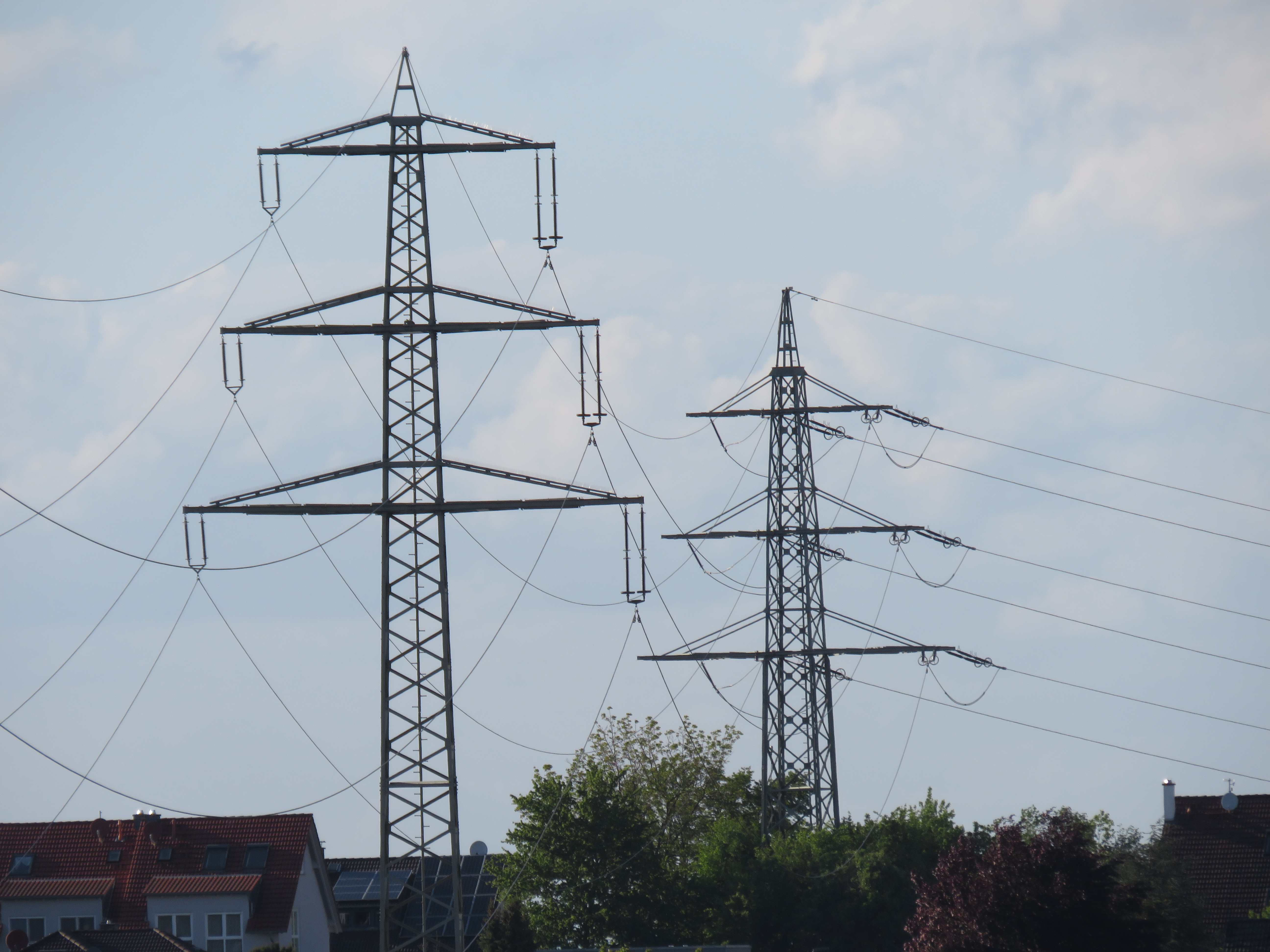
Ältere Tannenbaummasten der RWE
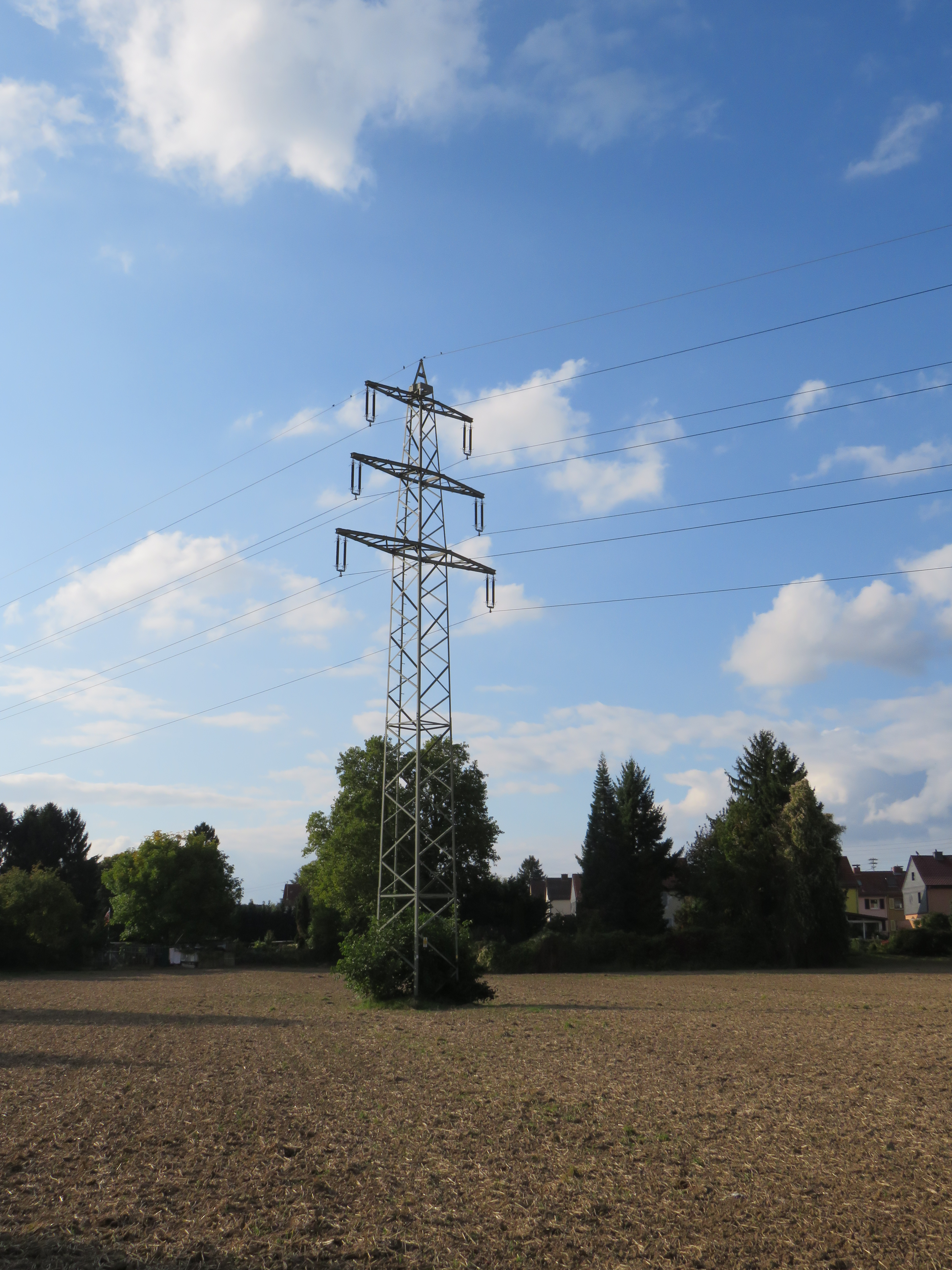
Älterer Tannenbaummast der RWE für 110 kV
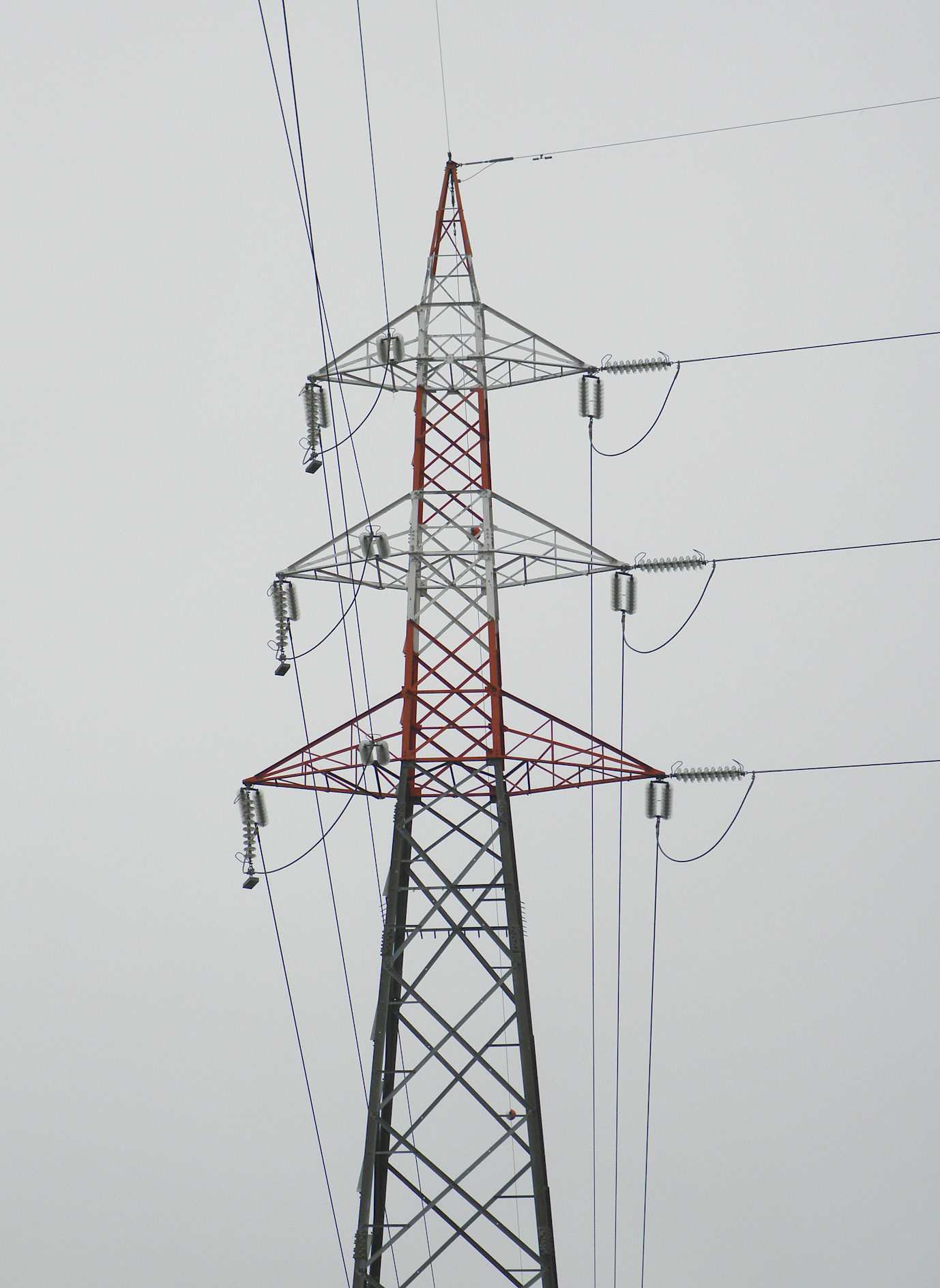
Tannenbaummast in Italien
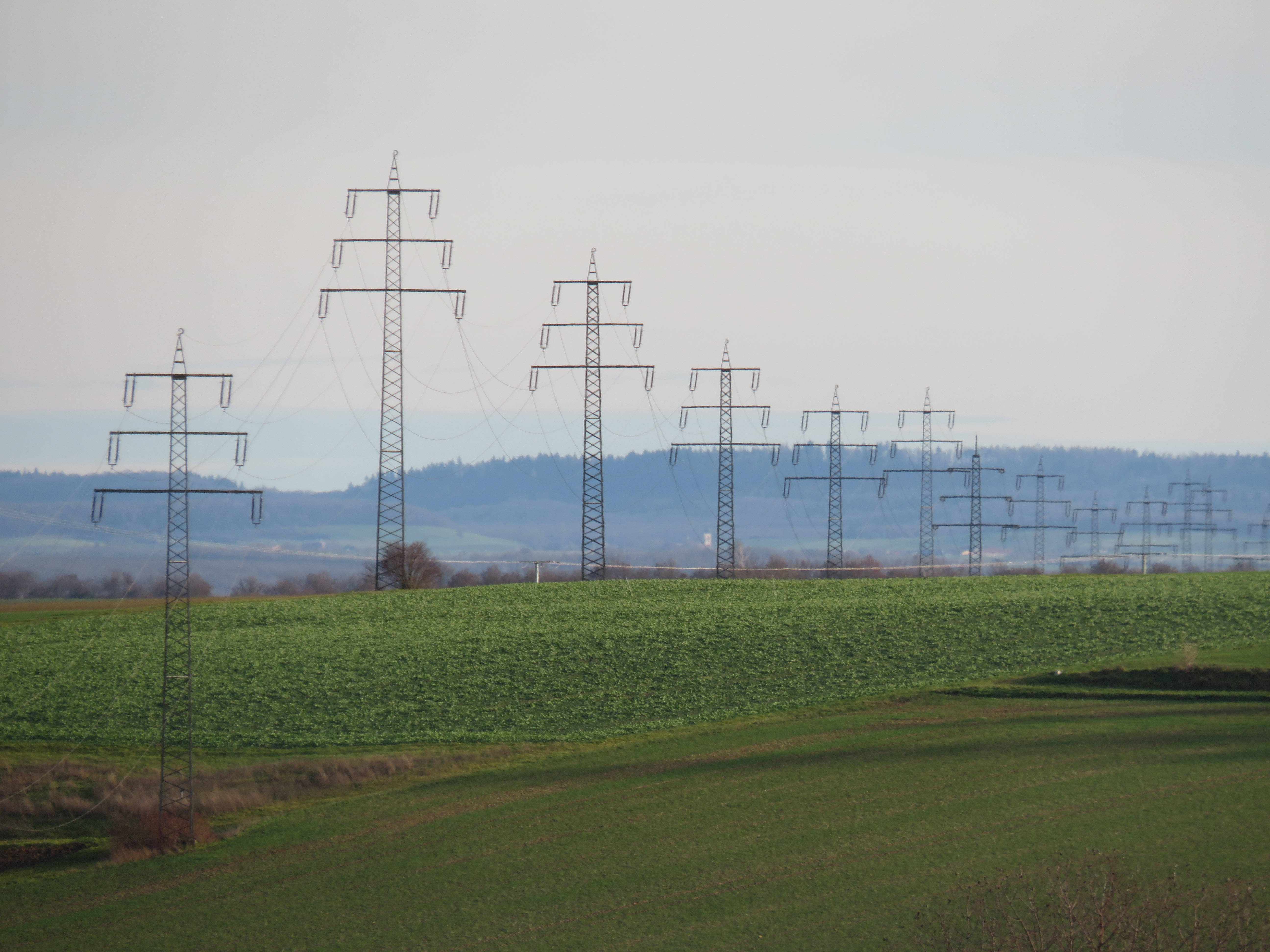
Tannenbaummasten der ersten Generation aus den 1920ern in Bayern
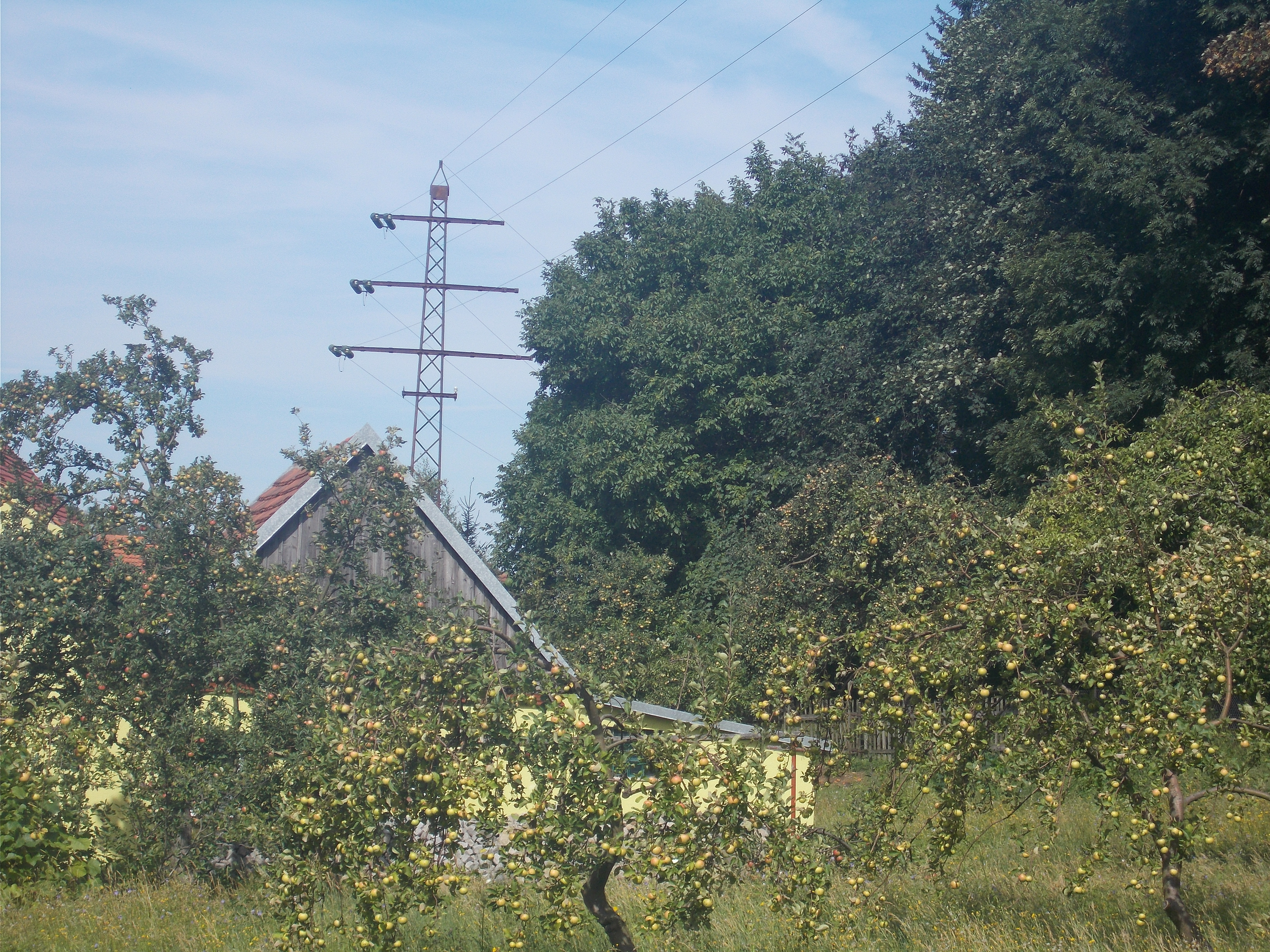
Einseitig belegter Tannenbaummast einer Mittelspannungsleitung in Schlesien
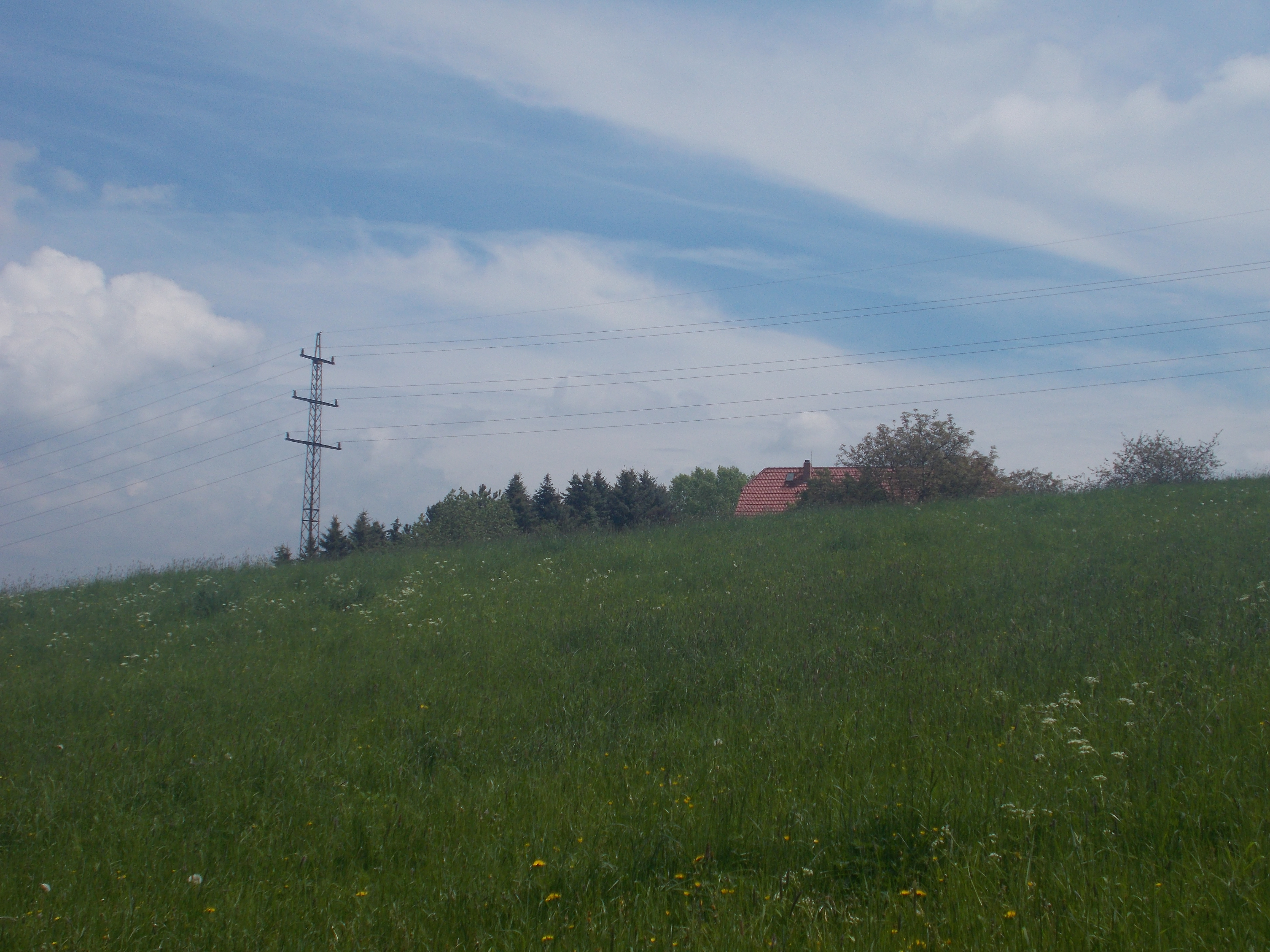
Tannenbaummast einer Mittelspannungsleitung bei Dresden mit stehenden Isolatoren

## Abwandlung
Tannenbaummasten für Freileitungen mit zwei Drehstromkreisen (also insgesamt 6 Leiterseilen) tragen an den Enden jeder Traverse ein Leiterseil.
Bei vier Drehstromkreisen (12 Leiterseilen) tragen auf jeder Seite die oberen beiden Traversen zusammen einen Drehstromkreis (entsprechend der Beseilung beim Donaumast). Der jeweils zweite Drehstromkreis pro Seite wird dann von der untersten Traverse getragen.

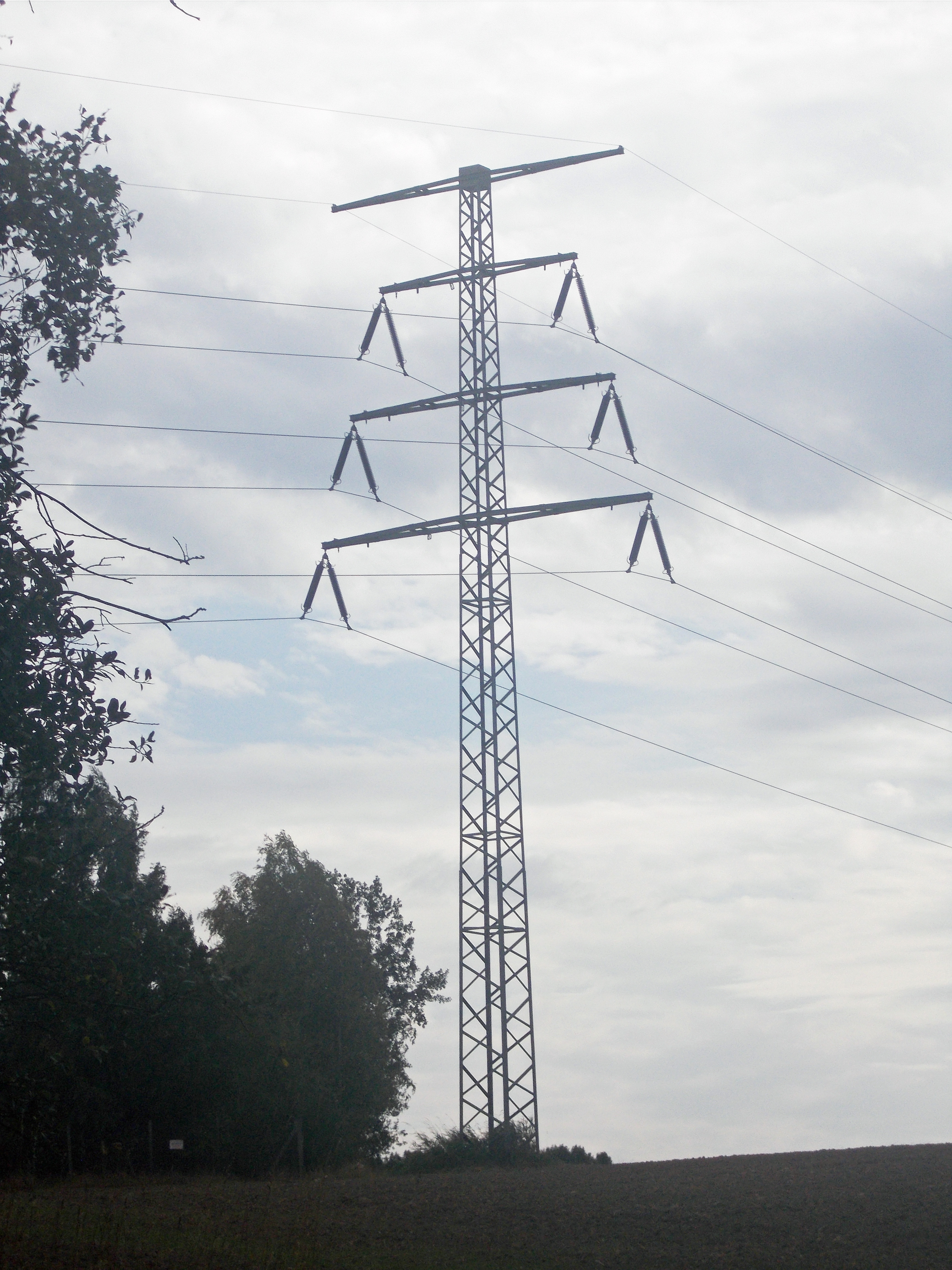
Älterer Tannenbaummast mit Extratraverse für Erdseile bei Hirschfelde
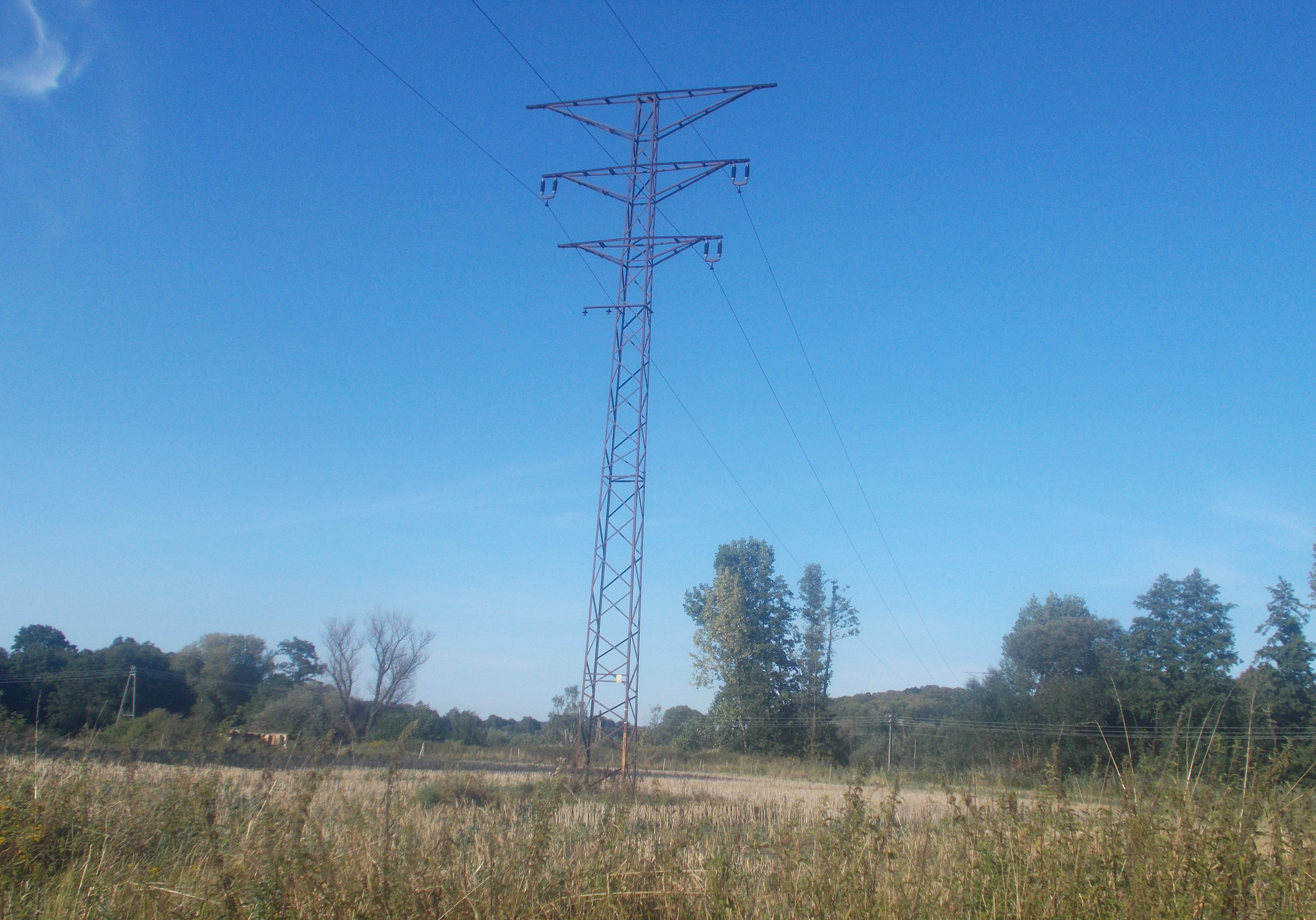
Tannenbaummasten mit umgekehrter Anordnung bei Bolesławiec; diese Leitung kam ursprünglich vom Kraftwerk Trattendorf und ist heute Teil des polnischen Netzes
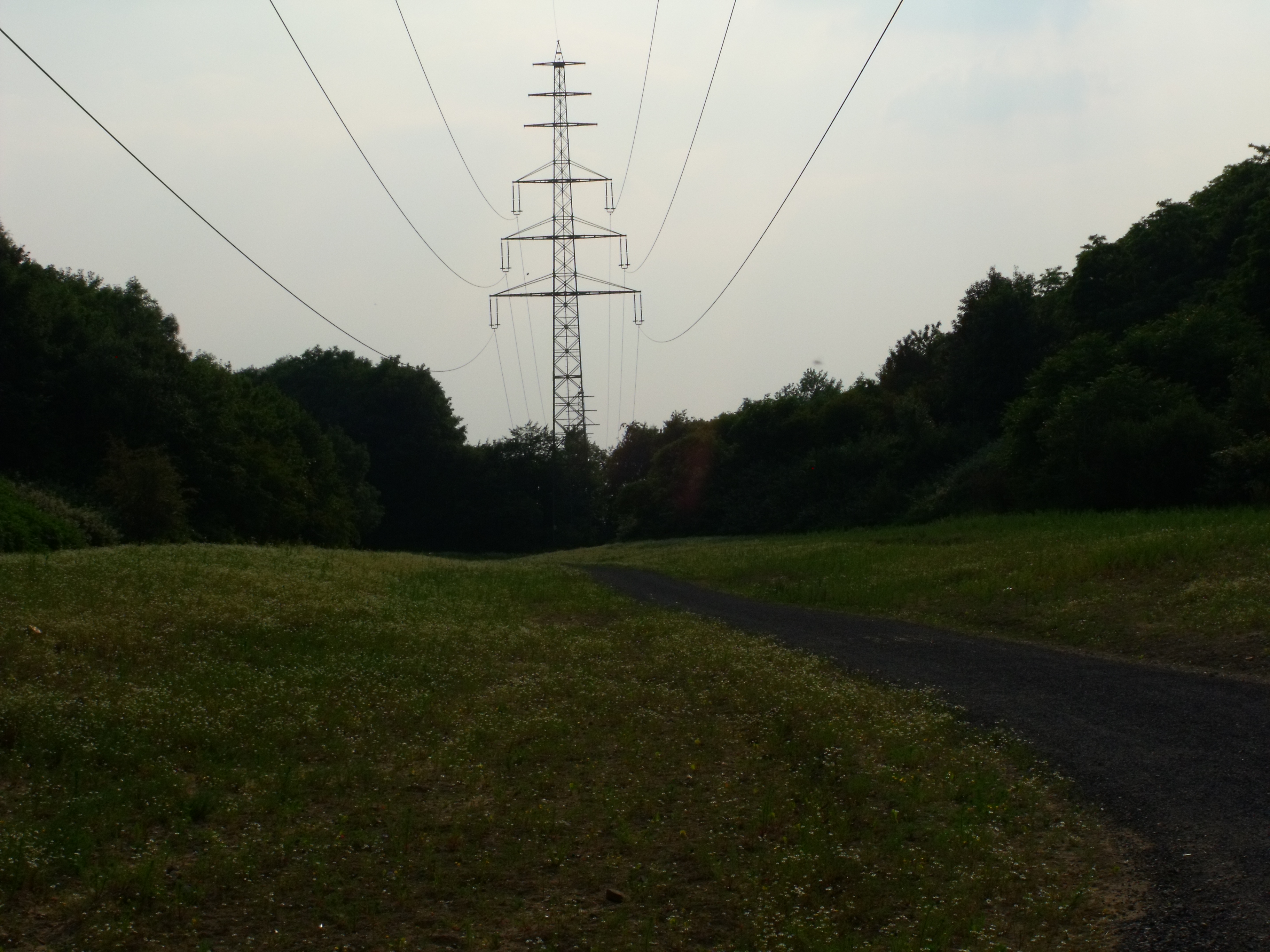
Sechsebenenmast der Freileitungskreuzung Rheinhausen für 220/110 kV, Systeme für 110 kV entfernt
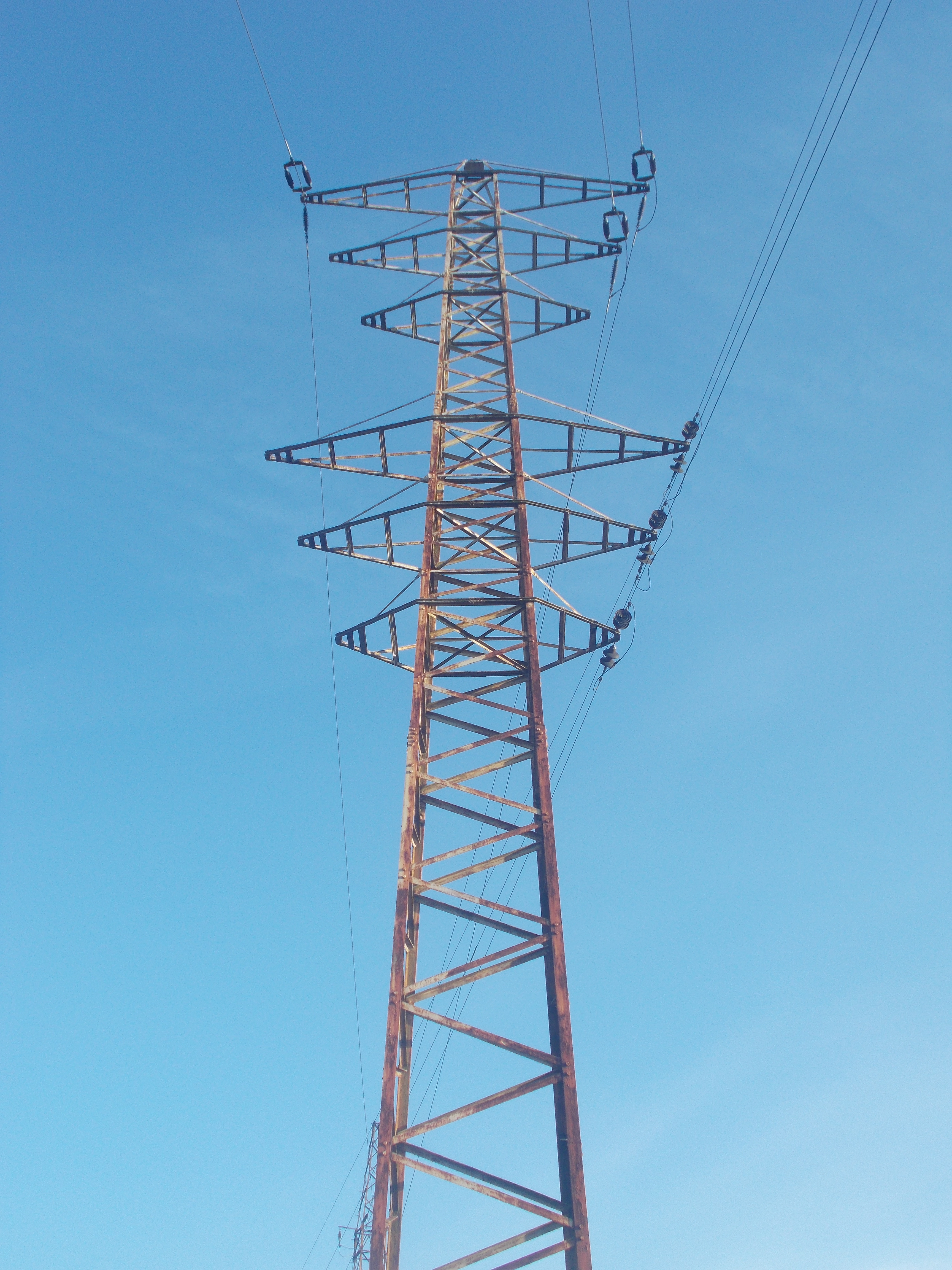
Sechsebenenmast in umgekehrter Tannenbaumanordnung in Polen
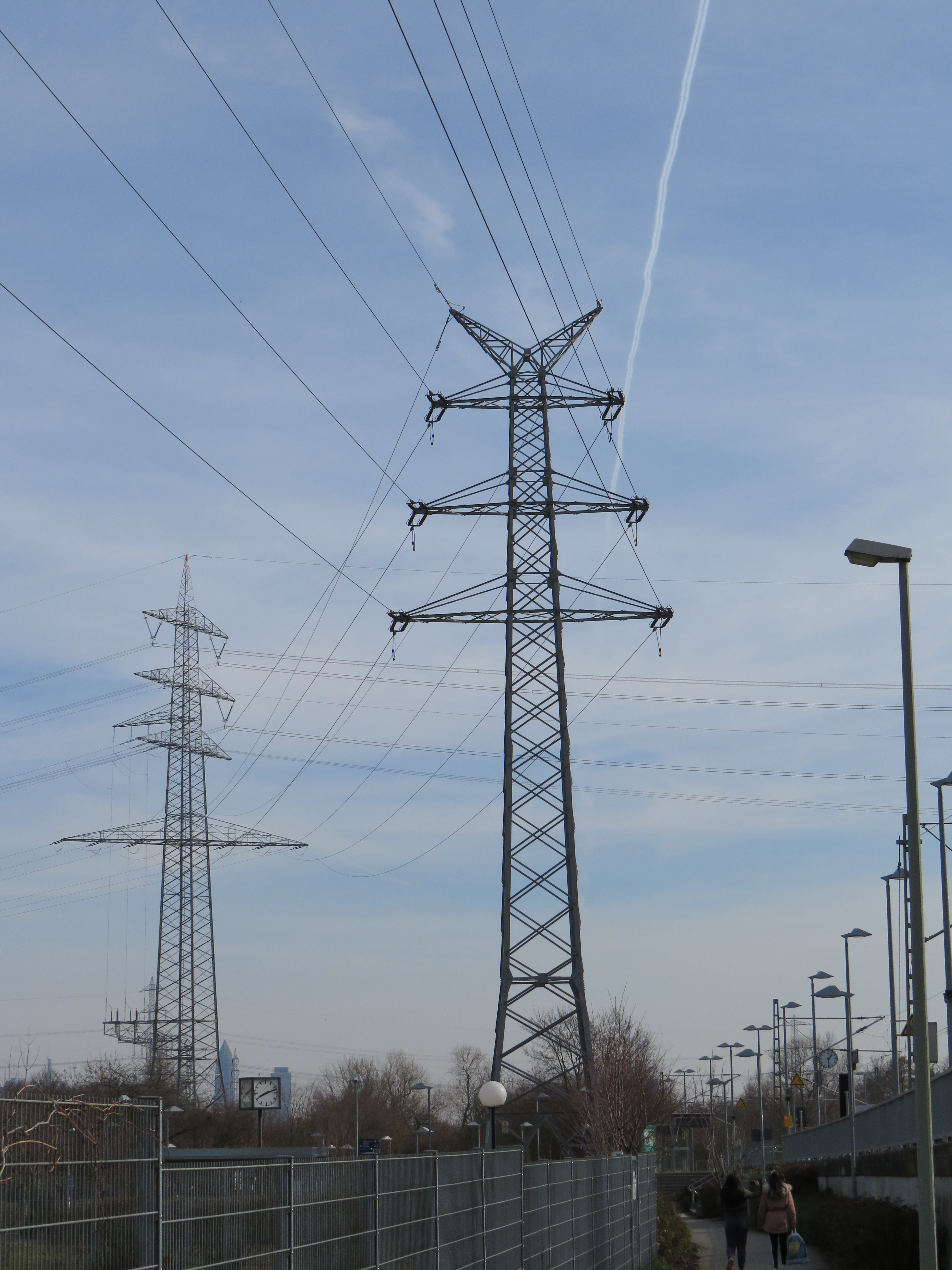
110-kV-Tannenbaummast mit Erdseilhörnern für zwei Erdseile
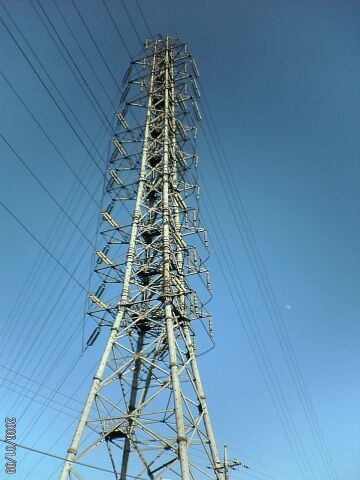
Konstruktion in Japan mit 9 Ebenen für insgesamt 6 Systeme
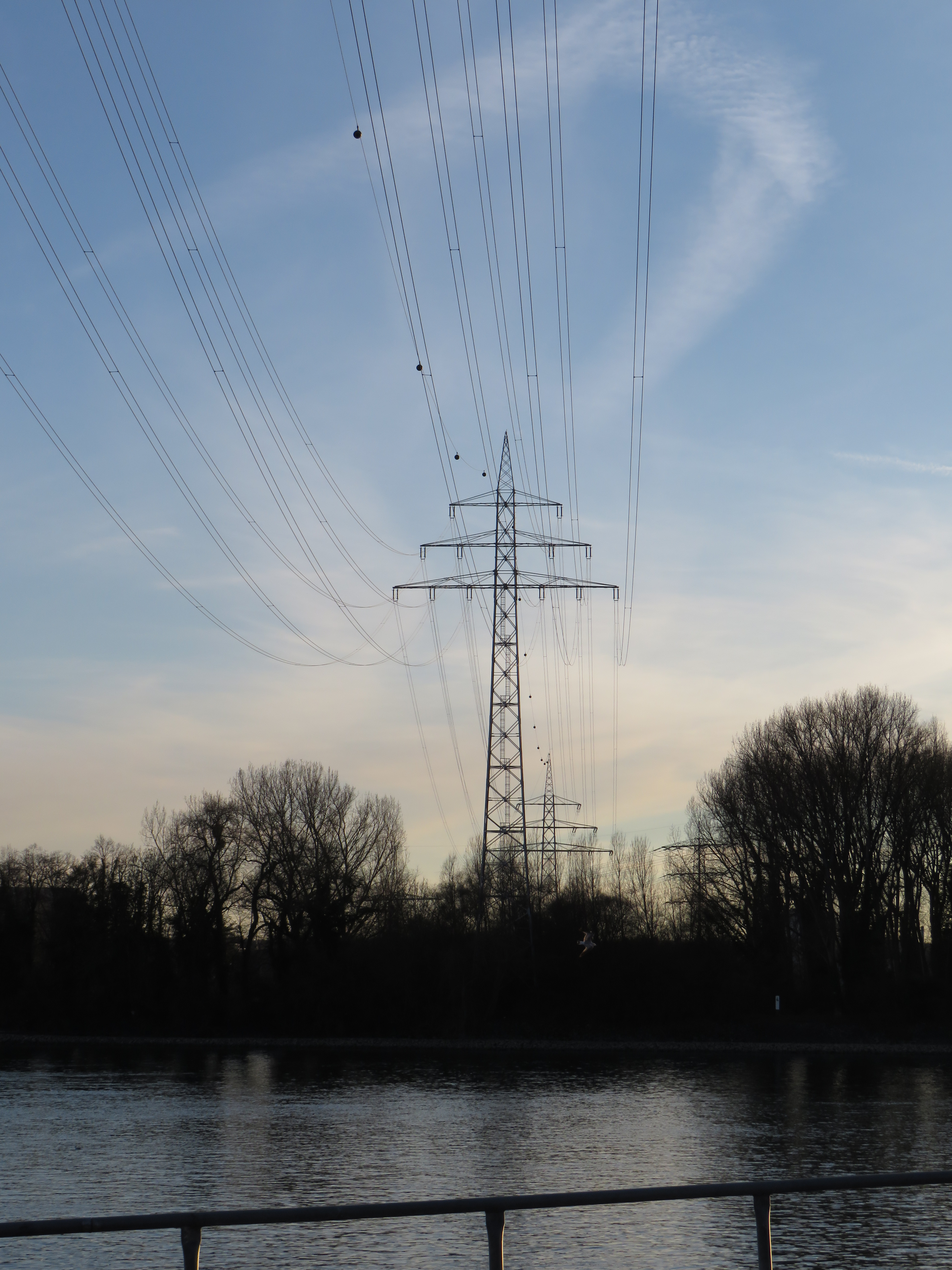
Tannenbaummast für 4 Systeme (110 kV) bei Wiesbaden
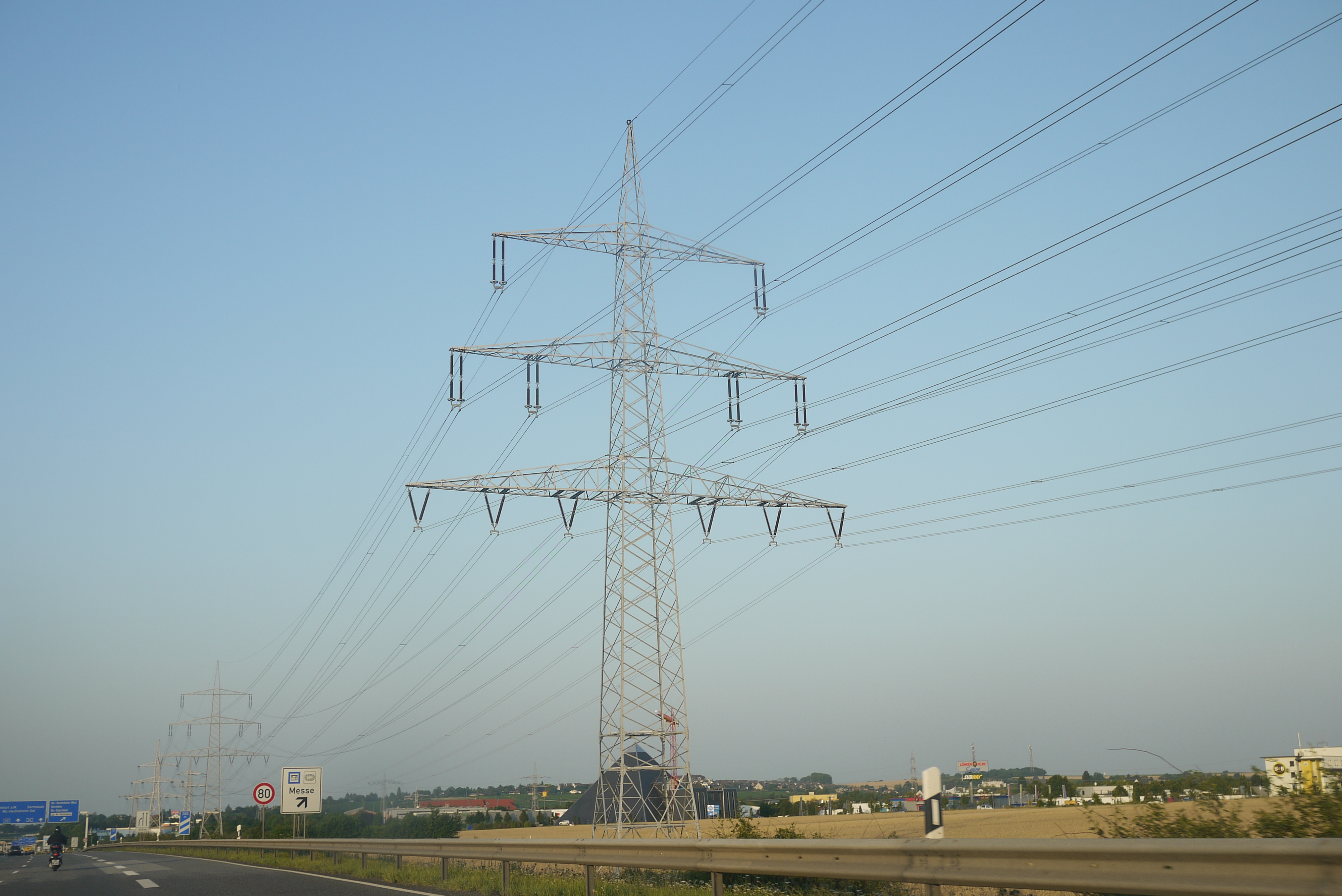
Tannenbaummast für 4 Systeme